# Ned Yost
Edgar Frederick Yost III (ur. 19 sierpnia 1955) – amerykański baseballista, który występował na pozycji łapacza. Od sezonu 2010 jest menadżerem Kansas City Royals.

## Kariera zawodnicza
W czerwcu 1974 został wybrany w pierwszej rundzie draftu przez New York Mets, ale występował jedynie w klubach farmerskich tego zespołu, między innymi w Tidewater Tides, reprezentującym poziom Triple-A. W grudniu 1977 przeszedł na zasadzie Rule 5 draft (draft, do którego przystępują zawodnicy organizacji klubu, niemieszczący się w 40-osobowej kadrze zespołu) do Milwaukee Brewers, w którym zadebiutował 12 kwietnia 1980 w meczu przeciwko Boston Red Sox. W grudniu 1983 w ramach wymiany zawodników przeszedł do Texas Rangers, w którym grał przez sezon.
W kwietniu 1985 podpisał kontrakt jako wolny agent z organizacją Montreal Expos, jednak w sezonie 1985 występował głównie w zespole farmerskim Expos Indianapolis Indians. W latach 1986–1987 był zawodnikiem organizacji Atlanta Braves.

## Kariera szkoleniowa
W latach 1991–2002 był członkiem sztabu szkoleniowego w Atlanta Braves, którego menadżerem był Bobby Cox. W 1995 sięgnął wraz z tym zespołem po mistrzostwo MLB, po tym jak Braves pokonali w World Series Cleveland Indians 4–2.
29 października 2002 został mianowany menadżerem Milwaukee Brewers, którego prowadził przez sześć sezonów w 959 meczach, zwyciężając w 457.
W maju 2010 został menadżerem Kansas City Royals po zwolnieniu z tej funkcji Treya Hillmana. W sezonie 2014 poprowadził Royals do pierwszego od 1985 roku mistrzostwa American League, jednak zespół przegrał w World Series z San Francisco Giants 3–4. Rok później Yost poprowadził zespół do pierwszego od 30 lat tytułu World Series.

## Statystyki menadżerskie
Stan na koniec sezonu 2018
| Sezon              | Klub               | Liga               | Mecze | Zwycięstwa | Porażki | Proc. zw. i por. |
| ------------------ | ------------------ | ------------------ | ----- | ---------- | ------- | ---------------- |
| 2002–2008          | Milwaukee Brewers  | NL                 | 959   | 457        | 502     | 0,477            |
| 2010–              | Kansas City Royals | AL                 | 1423  | 687        | 736     | 0,483            |
| Łącznie w karierze | Łącznie w karierze | Łącznie w karierze | 2382  | 1144       | 1238    | 0,480            |